# Volo Air Wisconsin 965
Il volo Air Wisconsin 965 (codice di registrazione N650S) era un volo regionale operato dalla Air Wisconsin schiantatosi vicino a Valley, nel Nebraska, il 12 giugno 1980. L'incidente venne causato dalle pessime condizioni meteorologiche, che provocarono il guasto ad entrambi i motori e la perdita di controllo dell'aereo.

## L'aereo
L'aereo dell'incidente, un SA-226TC Metro II c/n TC-228, aveva accumulato un totale di 8055 ore e aveva volato per la prima volta nel 1976. Non sono stati segnalati guasti all'aereo o ai suoi sistemi prima dell'incidente, né sono stati scoperti dagli investigatori.

## L'incidente
L'aereo che operava il volo 965, un Swearingen SA226-TC Metro II, lasciò l'aeroporto regionale della contea di Outagamie con un volo diretto all'aeroporto municipale di Lincoln alle 12:45 del 12 giugno 1980. Il volo si fermò al Minneapolis-St. Paul prima di proseguire per Lincoln.
Durante l'avvicinamento alla sua destinazione l'aereo subì forti turbolenze, venendo autorizzato al passaggio a quote più basse nel tentativo di evitare le perturbazioni. Durante la discesa l'aereo entrò in una zona di forti precipitazioni, che causarono lo spegnimento di entrambi i motori a causa dell'entrata di livelli di acqua molto elevati. I piloti riuscirono a riaccenderli entrambi, ma persero il controllo e colpirono il suolo. Il Fairchild colpì il suolo con il muso e ala destra leggermente verso il basso, rimbalzò e poi colpì il suolo una seconda volta, scivolando lungo il terreno e fermandosi capovolto. Sia l'equipaggio che undici passeggeri rimasero uccisi.

## L'indagine
L'indagine si concentrò sul motivo per cui l'aereo era volato deliberatamente in una regione con condizioni meteorologiche decisamente estreme, senza che il controllo del traffico aereo avesse informato l'equipaggio del tempo o che il sistema di rilevamento meteorologico di bordo ne indicasse il peggioramento.

## Cause
La causa diretta dell'incidente è stata indicata nel volo in condizioni meteorologiche estreme che spense entrambi i motori e la perdita di controllo durante il tentativo di recupero. Le cause concomitanti sono state l'incapacità dei controllori di avvertire del peggioramento delle condizioni meteorologiche e l'incapacità del radar meteorologico dell'aereo di rilevare precipitazioni anche solo moderate, lasciando l'equipaggio all'oscuro di quello cui sarebbero andati incontro.